# Dasysticta sapindophila
Dasysticta sapindophila är en svampart som beskrevs av Speg. 1912. Dasysticta sapindophila ingår i släktet Dasysticta, divisionen sporsäcksvampar och riket svampar.   Inga underarter finns listade i Catalogue of Life.